# Zapasy na Letnich Igrzyskach Olimpijskich 1984 – kategoria do 90 kg w stylu wolnym
Zmagania mężczyzn do 90 kg to jedna z dziesięciu męskich konkurencji w zapasach w stylu wolnym rozgrywanych podczas Letnich Igrzysk Olimpijskich 1984. Pojedynki w tej kategorii wagowej odbyły się w dniach 7 – 9 sierpnia.

## Klasyfikacja[1]
| Pozycja | Nazwisko              | Kraj              |
| ------- | --------------------- | ----------------- |
| 1       | Ed Banach             | Stany Zjednoczone |
| 2       | Akira Ōta             | Japonia           |
| 3       | Noel Loban            | Wielka Brytania   |
| 4       | Clark Davis           | Kanada            |
| 5       | Macauley Appah        | Nigeria           |
| 6       | İsmail Temiz          | Turcja            |
| 7       | Abdul Majeed Maruwala | Pakistan          |
| 8       | Michele Azzola        | Włochy            |
| 9       | Frank Andersson       | Szwecja           |
| 10      | Bodo Lukowski         | RFN               |
| 11      | Edwin Lins            | Austria           |
| 12      | Amadou Katy Diop      | Senegal           |
| 13      | Jai Prakash           | Indie             |
| 14      | Abdul Rahman Mohammed | Irak              |
| .       | Mamadou Diallo        | Mauretania        |
| 16      | Ilie Matei            | Rumunia           |

## Zasady[2]
Uczestnicy zostali podzieleni na dwie grupy. Zawodnik który przegrał dwie walki odpadł z dalszej rywalizacji.
- TF — Łopatki
- SP — Przewaga (8-11 punktów różnicy, pokonany zdobył punkty)
- ST — Przewaga (12 punktów różnicy, przewaga techniczna)
- SO — Przewaga (8-11 punktów różnicy, pokonany bez punktów)
- PP — Na punkty (1-7 punktów różnicy, pokonany zdobył punkty)
- P1 — Pasywność (Przy prowadzeniu różnicą 1-7 punktów)
- PA — Kontuzja
- DNA — Wycofał się

## Wyniki

### Rundy eliminacyjne

#### Grupa A
| Przegrane | Zawodnik              | Wynik      | Czas/Punkty | Zawodnik              | Przegrane |         |
| Runda 1   | Runda 1               | Runda 1    | Runda 1     | Runda 1               | Runda 1   | Runda 1 |
| --------- | --------------------- | ---------- | ----------- | --------------------- | --------- | ------- |
| 1         | Edwin Lins            | 0-4 ST     | 2-15        | Ed Banach             | 0         |         |
| 0         | Abdul Majeed Maruwala | 4-0 ST     | 12-0        | Ilie Matei            | 1         |         |
| 0         | İsmail Temiz          | 3-1 PP     | 6-5         | Frank Andersson       | 1         |         |
| 1         | Amadou Katy Diop      | 0-4 TF     | 2:05        | Clark Davis           | 0         |         |
| Runda 2   |                       |            |             |                       |           |         |
| 2         | Edwin Lins            | 1-3 PP     | 6-11        | Abdul Majeed Maruwala | 0         |         |
| 0         | Ed Banach             | 3.5-0 SO   | 11-0        | İsmail Temiz          | 1         |         |
| 1         | Frank Andersson       | 4-0 TF     | 1:17        | Amadou Katy Diop      | 2         |         |
| 0         | Clark Davis           |            |             | Bez walki             |           |         |
| 1         | Ilie Matei            |            |             | DNA                   |           |         |
| Runda 3   |                       |            |             |                       |           |         |
| 1         | Clark Davis           | 0.5-3.5 SP | 2-11        | Ed Banach             | 0         |         |
| 1         | Abdul Majeed Maruwala | 1-3 PP     | 3-3         | İsmail Temiz          | 1         |         |
| 1         | Frank Andersson       |            |             | Bez walki             |           |         |
| Runda 4   |                       |            |             |                       |           |         |
| 2         | Frank Andersson       | 1-3 PP     | 5-8         | Clark Davis           | 1         |         |
| 0         | Ed Banach             | 4-0 TF     | 0:48        | Abdul Majeed Maruwala | 2         |         |
| 1         | İsmail Temiz          |            |             | Bez walki             |           |         |
| Finał     |                       |            |             |                       |           |         |
|           | Ed Banach             | 3.5-0 SO   | 11-0        | İsmail Temiz          |           |         |
|           | Clark Davis           | 0.5-3.5 SP | 2-11        | Ed Banach             |           |         |
|           | İsmail Temiz          | 0-4 TF     | 5:05        | Clark Davis           |           |         |

#### Klasyfikacja
| Zawodnik              | Przegrane | Runda | Punktacja | Finał |
| --------------------- | --------- | ----- | --------- | ----- |
| Ed Banach             | 0         | -     | 15        | 7     |
| Clark Davis           | 1         | -     | 7.5       | 4.5   |
| İsmail Temiz          | 1         | -     | 6         | 0     |
| Abdul Majeed Maruwala | 2         | 4     | 8         |       |
| Frank Andersson       | 2         | 4     | 6         |       |
| Edwin Lins            | 2         | 2     | 1         |       |
| Amadou Katy Diop      | 2         | 2     | 0         |       |
| Ilie Matei            | 1         | 1     | 0         |       |

#### Grupa B
| Przegrane | Zawodnik              | Wynik   | Czas/Punkty | Zawodnik              | Przegrane |         |
| Runda 1   | Runda 1               | Runda 1 | Runda 1     | Runda 1               | Runda 1   | Runda 1 |
| --------- | --------------------- | ------- | ----------- | --------------------- | --------- | ------- |
| 0         | Akira Ōta             | 3-1 PP  | 7-1         | Michele Azzola        | 1         |         |
| 1         | Abdul Rahman Mohammed | 1-3 PP  | 2-9         | Jai Prakash           | 0         |         |
| 1         | Bodo Lukowski         | 0-3 P1  | 5:45        | Noel Loban            | 0         |         |
| 0         | Macauley Appah        | 3-1 PP  | 6-5         | Mamadou Diallo        | 1         |         |
| Runda 2   |                       |         |             |                       |           |         |
| 0         | Akira Ōta             | 4-0 TF  | 1:15        | Abdul Rahman Mohammed | 2         |         |
| 1         | Michele Azzola        | 4-0 TF  | 0:47        | Jai Prakash           | 1         |         |
| 1         | Bodo Lukowski         | 4-0 TF  | 4:01        | Macauley Appah        | 1         |         |
| 0         | Noel Loban            | 4-0 TF  | 1:37        | Mamadou Diallo        | 2         |         |
| Runda 3   |                       |         |             |                       |           |         |
| 0         | Akira Ōta             | 4-0 TF  | 2:09        | Bodo Lukowski         | 2         |         |
| 2         | Michele Azzola        | 0-4 TF  | 4:22        | Noel Loban            | 0         |         |
| 1         | Macauley Appah        |         |             | Bez walki             |           |         |
| 1         | Jai Prakash           |         |             | DNA                   |           |         |
| Finał     |                       |         |             |                       |           |         |
|           | Macauley Appah        | 0-4 ST  | 0-13        | Akira Ōta             |           |         |
|           | Noel Loban            | 4-0 TF  | 1:59        | Macauley Appah        |           |         |
|           | Akira Ōta             | 3-1 PP  | 4-2         | Noel Loban            |           |         |

#### Klasyfikacja
| Zawodnik              | Przegrane | Runda | Punktacja | Finał |
| --------------------- | --------- | ----- | --------- | ----- |
| Akira Ōta             | 0         | -     | 11        | 7     |
| Noel Loban            | 0         | -     | 11        | 5     |
| Macauley Appah        | 1         | -     | 3         | 0     |
| Michele Azzola        | 2         | 3     | 5         |       |
| Bodo Lukowski         | 2         | 3     | 4         |       |
| Jai Prakash           | 1         | 2     | 3         |       |
| Abdul Rahman Mohammed | 2         | 2     | 1         |       |
| Mamadou Diallo        | 2         | 2     | 1         |       |

### Runda finałowa[12]
| Zawodnik        | Wynik           | Czas/Punkty     | Zawodnik        |                 |
| O piąte miejsce | O piąte miejsce | O piąte miejsce | O piąte miejsce | O piąte miejsce |
| --------------- | --------------- | --------------- | --------------- | --------------- |
| İsmail Temiz    | 0-4 PA          |                 | Macauley Appah  |                 |
| O brązowy medal |                 |                 |                 |                 |
| Clark Davis     | 1-3 PP          | 1-5             | Noel Loban      |                 |
| Finał           |                 |                 |                 |                 |
| Ed Banach       | 4-0 ST          | 15-3            | Akira Ōta       |                 |